# Hotspot (Wi-Fi)

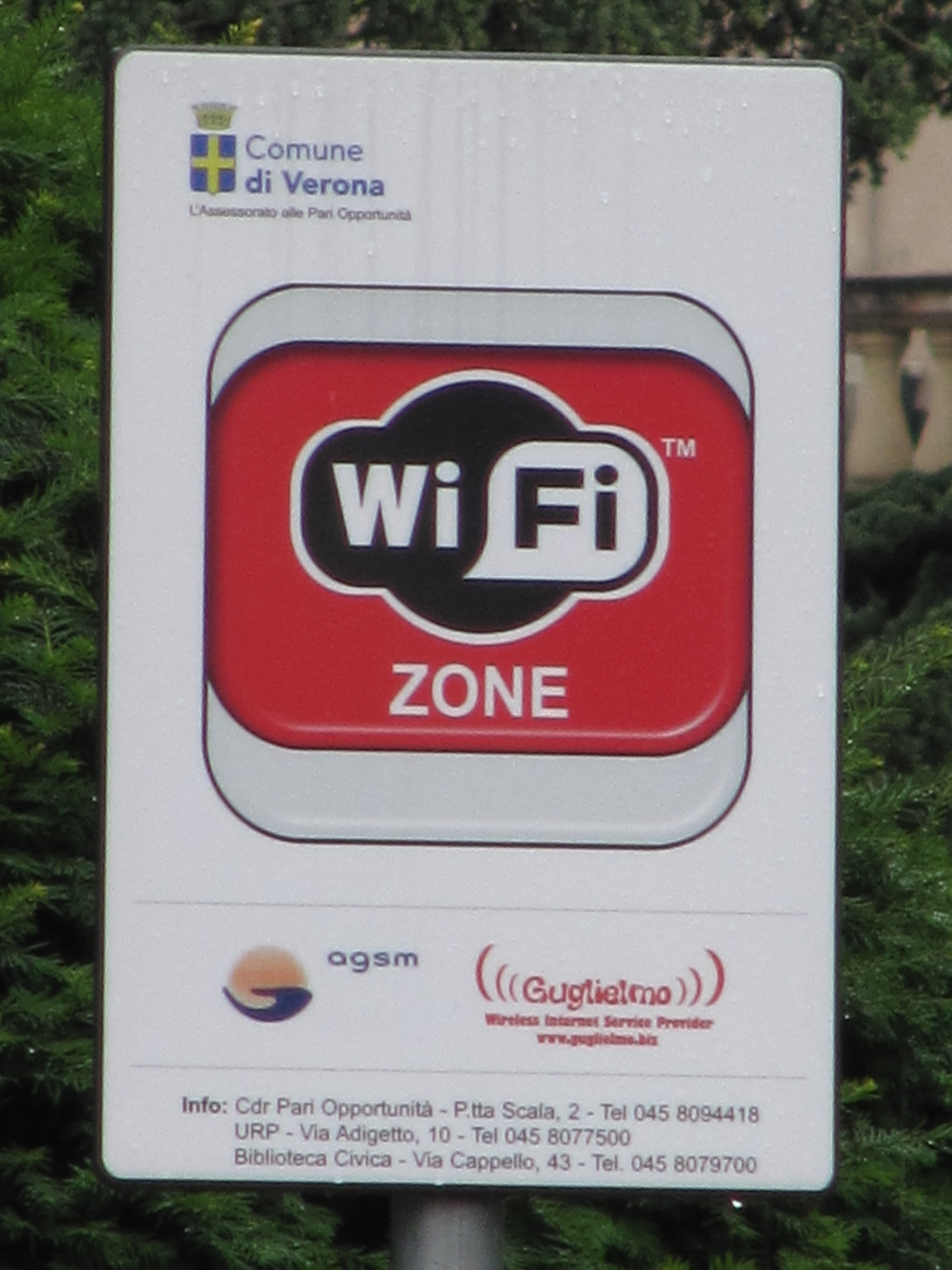
Um ponto de acesso Wi-Fi público em Verona.

Um ponto de acesso Wi-Fi (também conhecido pelo termo inglês hotspot, junção de "hot", quente, e "spot", ponto) é um local onde a tecnologia Wi-Fi está disponível. São encontrados geralmente em locais públicos com grande tráfego de pessoas, tais como cafés, restaurantes, hotéis e aeroportos, onde é possível conectar-se à internet utilizando qualquer computador portátil, que esteja preparado para comunicar numa rede sem fios do tipo Wi-Fi.
Para evitar problemas de segurança e outros relacionados, é preciso que se tenha cuidado no momento da escolha do ponto de distribuição de acesso à internet, visto que quem controla o hotspot possui acesso ao conteúdo dos aparelhos que estão conectados à rede.
Atualmente, muitos smartphones também podem ser utilizados como hotspots, porque possuem uma tecnologia que permite que outros dispositivos se conectem à internet utilizando a conexão de dados do próprio smartphone.
Redes locais sem fio (LANs) de acesso público foram propostas pela primeira vez por Henrik Sjoden na conferência NetWorld + Interop no Moscone Center em São Francisco em agosto de 1993. Sjoden não usou o termo "hotspot", mas se referiu a LANs sem fio acessíveis ao público.
História 
O primeiro empreendimento comercial a tentar criar uma rede pública de acesso local foi uma empresa fundada em Richardson, Texas, conhecida como PLANCOM (Public Local Area Network Communications). Os fundadores do empreendimento, Mark Goode, Greg Jackson e Brett Stewart dissolveram a empresa em 1998, enquanto Goode e Jackson criaram a MobileStar Networks. A empresa foi uma das primeiras a assinar locais de acesso público como Starbucks, American Airlines e Hilton Hotels. A empresa foi vendida para a Deutsche Telecom em 2001, que então converteu o nome da empresa em "T-Mobile Hotspot". Foi então que o termo "hotspot" entrou no vernáculo popular como uma referência a um local onde uma LAN sem fio acessível ao público está disponível